# 异叶亚菊
异叶亚菊（学名：Ajania variifolia）为菊科亚菊属下的一个种。

## 扩展阅读
- 維基物種上的相關：异叶亚菊